# Gefährliche Liebschaften (2003)
Gefährliche Liebschaften ist ein zweiteiliger französischer Fernsehfilm von Josée Dayan aus dem Jahr 2003. Als Handlung dient der in die 1960er Jahre übertragene Plot des französischen Briefromans Les Liaisons dangereuses von Choderlos de Laclos. Die deutsche Erstausstrahlung im Ersten erfolgte am 17. Januar 2004.
Die Filmregisseurin Josée Dayan kam im Alter von etwa 21 Jahren das erste Mal mit dem Briefroman von Choderlos de Laclos in Berührung. Außerdem sind ihr die Verfilmungen des Romans von Roger Vadim, Stephen Frears und Miloš Forman bekannt. Die eigentliche Idee, eine neue Verfilmung der Liaisons zu drehen, stammt von Éric-Emmanuel Schmitt, einem Drehbuchautor, mit dem Dayan schon häufiger zusammenarbeitete.

## Inhaltliche Abweichungen von der Romanvorlage
Im Vergleich zu dem Original Laclos’, das aus einer Abfolge von Briefen besteht, ist der Film von Dayan um Isabelle de Merteuil und Valmont zentriert. Im Paris der 60er Jahre treffen sich die ehemaligen Geliebten regelmäßig in einem geheimen Salon, der einen Verbindungsraum ihrer beiden Wohnungen darstellt, und spinnen Intrigen, wie sie sich am besten am jeweils anderen Geschlecht vergehen können. Beide haben einen Pakt abgeschlossen, der ihnen verbietet, jemals wieder ein Verhältnis miteinander einzugehen. Sie schließen fortlaufend Wetten über ihre verführerischen Qualitäten ab. Als Merteuil bemerkt, dass sich Valmont in sein jüngstes Opfer, Madame de Tourvel, verliebt hat, erhöht sie den Wetteinsatz: Sobald er die hartnäckige, äußerst tugendhafte Frau erobert hat, wird sie sich ihm für eine Nacht hingeben.

## Auswahl der Darsteller
Dayan entschied sich für Catherine Deneuve als Darstellerin der Marquise de Merteuil, einer der beiden Hauptfiguren, weil sie in der Romanfigur und der Persönlichkeit der Schauspielerin Gemeinsamkeiten sah. Beide strahlen laut Dayan Komplexität, Ambiguität und Tiefe aus. Die Darstellung der Marquise als eine widersprüchliche Persönlichkeit, deren moralische Neigungen und Zerbrechlichkeit sichtbar werden, war geplant als Gegenentwurf zu der in der Frears-Verfilmung von Glenn Close als komplett böse Figur gespielte Merteuil. Rupert Everett sollte das „dunkle“ Gegenstück zu der blonden hellhäutigen Catherine Deneuve bilden; Dayan hielt ihn wegen „seiner Eleganz, […] seiner räuberischen Seite und zuletzt seiner Eignung zur Verzweiflung“ für einen „sehr vollständigen und unheimlichen Valmont“. Dank des Casting-Direktors Dominique Besnehard traf Dayan in Paris auf Nastassja Kinski und Leelee Sobieski, die Mme. de Tourvel und Cécile Volanges spielen sollten. Erstere sollte romantisch sein und glaubhaft ausstrahlen, dass es möglich ist, aus enttäuschter Liebe verrückt zu werden und sich schließlich umzubringen. Letztere hatte Tugendhaftigkeit, aber auch jugendliche Naivität, sogar eine gewisse Perversität zu verkörpern.

## Verlagerung der Handlung in die 1960er Jahre
Éric-Emmanuel Schmitt entschied sich bewusst für eine Verlagerung der Handlung in die 60er Jahre: 
„Selbst wenn der Text im 18. Jahrhundert geschrieben wurde, handelt es sich weder um einen zeitlich festgelegten noch um einen historischen Roman. Laclos hat eine Geschichte für die Ewigkeit verfasst, die zweier Helden, Madame de Merteuil und Valmont, die ihr Leben meistern wollen, in dem sie das Unkontrollierbare kontrollieren, das heißt die Gefühle, die Sexualität, die Beziehungen zum anderen. Unmögliche Aufgabe, denn man kann nicht leben, ohne loszulassen. […] Ich habe mir vorgestellt, die Figuren in die 1960er Jahre zu übertragen, Zeit des Wachstums, der dolce vita, die der sexuellen Befreiung vorausging.“
Schmitt will einerseits zeigen, dass die Themen, die Laclos schon im 18. Jahrhundert behandelt hat, immer noch aktuell sind. Andererseits beabsichtigt er, nach den vier bereits existierenden Verfilmungen etwas Neues zu schaffen. Deneuve ergänzt, es sei „schwierig, an die Liaisons heranzugehen. Sie sind bereits verkörpert worden, und zwar sehr gut. Hätte man mir vorgeschlagen, sie in ihrer Entstehungszeit, dem 18. Jahrhundert, zu drehen, hätte ich es nicht gemacht.“ 
Somit weicht diese Romanverfilmung stärker von der Vorlage Laclos’ ab als die übrigen Verfilmungen. Im Gegensatz zu der klassischen und kalten Form von Frears’ Film bemüht sich Dayan um eine äußerst romantische und barocke Darstellung der Handlung, die in eine Zeit der Vergnügungen und Sorglosigkeit transponiert ist.

## Kritiken
- Zeitschrift Cinema: „Der Stoff ist ein Klassiker, der Film nicht.“